# Walker: Independence
Pour les articles homonymes, voir independence et Walker.
Production
Diffusion
Chronologie
Walker
Walker: Independence est une série télévisée américaine en 13 épisodes de 42 minutes, créée par Seamus Kevin Fahey et Anna Fricke, diffusée entre le 6 octobre 2022 et le 2 mars 2023 sur le réseau The CW.
Il s'agit d'une série dérivée préquelle de Walker (2021).
Elle est inédite dans tous les pays francophones.

## Synopsis
L'histoire se déroule à la fin des années 1800, et suit Abby Walker, une Bostonienne aisée, dont le mari est assassiné sous ses yeux lors de leur voyage dans l'Ouest. Dans sa quête de vengeance, Abby croise la route de Hoyt Rawlins, un adorable voleur en quête de sens. Le voyage d'Abby et Hoyt les emmène à Independence (en), au Texas.

## Distribution

### Acteurs principaux
- Katherine McNamara : Abby Walker
- Matt Barr : Hoyt Rawlins
- Katie Findlay (VF : Jessica Monceau)[1] : Kate Carver
- Greg Hovanessian : le shérif Tom Davidson
- Philemon Chambers : l'adjoint Augustus
- Justin Johnson Cortez : Calian
- Lawrence Kao (en) : Kai
- Gabriela Quezada : Lucia Reyes

### Acteurs récurrents
- Mark Sheppard : Nathaniel Hagan
- Nestor Serrano : Francis Reyes
- Santiago Segura : Luis Reyes
- Norman Patrick Brown : le chef Taza
- Rachel Michaela : Ruby
- Jonathan Medina : Otis Clay
- Timothy Granaderos (VF : Romain Altché) : Shane Davidson

### Invités
- Brandon Sklenar : Liam Collins
- Valerie Cruz : Teresa Davidson
- Cate Jones : Molly Sullivan
- Sarah Minnich : Martha Sullivan
- Jonathan Medina : Otis Clay
- Stella Baker (en) : Charlotte McKenzie
- Julie Zahn : Lily
- Jared Padalecki : le shérif

## Production

### Développement
En décembre 2021, une série préquelle intitulée Walker: Independence est en développement avec Jared Padalecki, en tant que producteur exécutif, et Anna Fricke, en tant que showrunner. Anna Fricke développe l'histoire avec Seamus Fahey, qui écrit le pilote.
Le 19 mai 2022, The CW annonce le lancement de la série pour le 6 octobre 2022 et publie la bande annonce officielle.
Le 9 mai 2023, la série est annulée.

### Attribution des rôles
En février 2022, Justin Johnson Cortez est choisi comme acteur régulier et Matt Barr le rejoint pour le rôle principal, celui de Hoyt Rawlins. En mars, Katherine McNamara est choisie pour le rôle principal, celui d'Abby Walker, l'ancêtre de Cordell Walker, suivi par Katie Findlay pour le rôle de Kate Carver, Philemon Chambers pour le rôle du shérif adjoint Augustus, Greg Hovanessian pour le rôle du shérif Tom Davidson et Lawrence Kao pour le rôle de Kai. En juin, Gabriela Quezada est choisie comme actrice régulière.

### Tournage
Le tournage du pilote a lieu  au début de 2022 à Santa Fe (Nouveau-Mexique), et, pour le reste de la saison, commence le 18 juillet 2022 au même endroit.

### Fiche technique
Sauf indication contraire, les informations mentionnées dans cette section peuvent être confirmées par la base de données cinématographiques IMDb,  présente dans la section « Liens externes ».
- Titre original : Walker: Independence
- Création : Seamus Kevin Fahey et Anna Fricke (en)
- Réalisation : Clara Aranovich, Carol Banker, Sheelin Choksey, Cierra Glaude, Yangzom Brauen, David McWhirter, Pamela Romanowsky (en), Larry Teng (en) et Geoffrey Wing Shotz
- Scénario : Michael Carnes, Grace Ding, Seamus Kevin Fahey, Anna Fricke, Josh Gilbert, Ryan Harris, Mia Katherine Iverson, Margaret Lebron, Nicki Renna, Laura Sedlak et Nick Zigler
- Musique : Sean Callery et Jonas Friedman
- Direction artistique : Daniel Ornitz et Bryan Norvelle (pilote)
- Décors : Bryan Norvelle et Jeff Schoen (pilote)
- Costumes : Marian Toy
- Photographie : John S. Bartley, Paul Elliott, Jay Keitel, Frank Perl, Anthony Vietro et Brook Willard
- Montage : Jesse Ellis, C.J. Liao et Scott Melendez
- Casting : Barbara Stordahl et Angela A. Terry
- Production : Steve Graham, Karen Moore, Sean Sforza et Nick Zigler
  - Production exécutive : Seamus Kevin Fahey, Anna Fricke, Lindsey Liberatore, Dan Lin (en), Jared Padalecki, Larry Teng et Laura Terry
  - Co-production : Ryan Harris et Courteney Tarantin
- Sociétés de production : CBS Studios, Not This, Pursued By A Bear Productions, Rideback et Stick to Your Guns Productions
- Société de distribution : The CW Television Network
- Pays de production :  États-Unis
- Langue originale : anglais
- Format : couleur — 16:9 ; son Stereo — Dolby
- Genre : action, drame, policer, western
- Nombre de saisons : 1
- Nombre d'épisodes : 13
- Durée : 42-45 minutes
- Dates de première diffusion :
  - États-Unis : 2 mars 2023 sur The CW
  - France : n/a

## Épisodes
Composée de treize épisodes, elle est diffusée du 6 octobre 2022 au 2 mars 2023 sur The CW.
1. Pilot
2. Home to a Stranger
3. Blood & Whiskey
4. Pax Romana
5. Friend of the Devil
6. Random Acts
7. The Owl and the Arrow
8. The Death of Mary Collins
9. Strange Bedfellows
10. All In
11. The Pittsburgh Windmill
12. How We Got Here
13. Let Him Hang